# Torneo femenino de baloncesto en los Juegos Centroamericanos y del Caribe de 2014
El torneo de baloncesto femenino en los Juegos Centroamericanos y del Caribe 2014 se llevó a cabo en Veracruz, México, en el Auditorio Benito Juárez del 19 al 23 de noviembre.

## Equipo participantes
| Centroamérica | Caribe |

| Equipos participantes | Equipos participantes | Equipos participantes | Equipos participantes |
| --------------------- | --------------------- | --------------------- | --------------------- |
| El Salvador           | Cuba                  | Trinidad y Tobago     | México                |
| Costa Rica            | Puerto Rico           | Jamaica               | República Dominicana  |

## Fase de grupos

### Grupo A
| # | Equipo      | PJ | PG | PP | PE  | PP  | DIF | PTS |
| - | ----------- | -- | -- | -- | --- | --- | --- | --- |
| 1 | Puerto Rico | 3  | 3  | 0  | 255 | 161 | +94 | 6   |
| 2 | México      | 3  | 2  | 1  | 223 | 173 | +50 | 5   |
| 3 | El Salvador | 3  | 1  | 2  | 163 | 220 | -57 | 4   |
| 4 | Costa Rica  | 3  | 0  | 3  | 156 | 243 | -87 | 3   |

| 19 de noviembre | Costa Rica                                                                                  | 63–90                | Puerto Rico                                                         |                                                                                   |  |
|                 | Parciales: 13 - 23, 18 - 28, 11 - 23, 21 - 16                                               |                      |                                                                     |                                                                                   |  |
|                 | Estadísticas S. Betancourt y M. Matamoros 17 cada una Mariela Matamoros 14 Natalia Gálvez 4 | Reporte Pts Reb Asts | Estadísticas Cynthia Valentin 17 Yolanda Jones 9 Yahimily Cabrera 9 | Pabellón: Auditorio Benito Juárez, Veracruz Árbitros: M. Leigh P. Ortiz N. Cuello |  |

| 19 de noviembre | México                                                                    | 82–53                | El Salvador                                                        |                                                                                         |  |
|                 | Parciales: 24 - 11, 24 - 16, 19 - 12, 15 - 14                             |                      |                                                                    |                                                                                         |  |
|                 | Estadísticas Jazmin Valenzuela 29 Jazmin Valenzuela 15 Angela Rodríguez 7 | Reporte Pts Reb Asts | Estadísticas Monica Escobar 13 Monica Escobar 11 Monica Calderón 3 | Pabellón: Auditorio Benito Juárez, Veracruz Árbitros: J. Joseph M. Weiland L. Castellón |  |

| 20 de noviembre | Puerto Rico                                                                             | 88–40                | El Salvador                                                                          |                                                                                       |  |
|                 | Parciales: 16 - 12, 22 - 5, 25 - 9, 25 - 14                                             |                      |                                                                                      |                                                                                       |  |
|                 | Estadísticas Sandra García 26 S. García y M. Placido 7 cada una Y. Delgado y Y. Cabrera | Reporte Pts Reb Asts | Estadísticas Monica Calderón 15 H. Martínez y M. Escobar 6 cada una Monica Escobar 5 | Pabellón: Auditorio Benito Juárez, Veracruz Árbitros: J. Anaya L. Castellón N. Cuello |  |

| 20 de noviembre | México                                                                | 83–43                | Costa Rica                                                                  |                                                                                    |  |
|                 | Parciales: 32 - 10, 5 - 11, 24 - 12, 22 - 10                          |                      |                                                                             |                                                                                    |  |
|                 | Estadísticas Casandra Ascencio 17 Alexis Castro 8 Casandra Ascencio 6 | Reporte Pts Reb Asts | Estadísticas Natalia Gálvez 17 Mariela Matamoros 9 5 jugadoras empate con 1 | Pabellón: Auditorio Benito Juárez, Veracruz Árbitros: M. Leigh P. Ortiz R. Aracena |  |

| 21 de noviembre | El Salvador                                                           | 70–50                | Costa Rica                                                                 |                                                                                       |  |
|                 | Parciales: 9 - 6, 13 - 13, 25 - 13, 23 - 18                           |                      |                                                                            |                                                                                       |  |
|                 | Estadísticas Hillary Martínez 21 Monica Escobar 12 Hillary Martínez 5 | Reporte Pts Reb Asts | Estadísticas Natalia Gálvez 24 Maria Cascante 13 3 jugadoras empates con 2 | Pabellón: Auditorio Benito Juárez, Veracruz Árbitros: N. Cuello R. Aracena M. Weiland |  |

| 21 de noviembre | Puerto Rico                                                        | 77–58                | México                                                                           |                                                                                       |  |
|                 | Parciales: 22 - 7, 22 - 18, 11 - 18, 22 - 15                       |                      |                                                                                  |                                                                                       |  |
|                 | Estadísticas Sandra García 23 Yolanda Jones 11 Yahimilly Cabrera 8 | Reporte Pts Reb Asts | Estadísticas Casandra Ascencio 15 Jazmin Valenzuela 16 3 jugadoras empates con 2 | Pabellón: Auditorio Benito Juárez, Veracruz Árbitros: J. Joseph N. Young R. Fernández |  |

### Grupo B
| # | Equipo               | PJ | PG | PP | PE  | PP  | DIF  | PTS |
| - | -------------------- | -- | -- | -- | --- | --- | ---- | --- |
| 1 | Cuba                 | 3  | 3  | 0  | 268 | 100 | +168 | 6   |
| 2 | República Dominicana | 3  | 2  | 1  | 132 | 180 | -48  | 5   |
| 3 | Trinidad y Tobago    | 3  | 1  | 2  | 137 | 186 | -49  | 4   |
| 4 | Jamaica              | 3  | 0  | 3  | 144 | 215 | -71  | 3   |

| 19 de noviembre | Jamaica                                                              | 54–58                | República Dominicana                                                                           |                                                                                   |  |
|                 | Parciales: 6 - 17, 13 - 10, 22 - 16, 13 - 15                         |                      |                                                                                                |                                                                                   |  |
|                 | Estadísticas Shenneika Smith 20 Angelee Latouche 8 Shenneika Smith 6 | Reporte Pts Reb Asts | Estadísticas Y. Abreu y D. Andujar 20 cada una Sugeiry Monsac Sierra 7 Sugeiry Monsac Sierra 3 | Pabellón: Auditorio Benito Juárez, Veracruz Árbitros: H. Sánchez N. Young A. Vega |  |

| 19 de noviembre | Trinidad y Tobago                                                 | 36–86                | Cuba                                                                          |                                                                                     |  |
|                 | Parciales: 8 - 22, 8 - 19, 7 - 23, 13 - 22                        |                      |                                                                               |                                                                                     |  |
|                 | Estadísticas Afeisha Noel 10 Afeisha Noel 12 Rhea Laurene Codio 3 | Reporte Pts Reb Asts | Estadísticas Yamara Amargo 20 Clenia Noblet 8 O. Gelis y Y. Amargo 4 cada una | Pabellón: Auditorio Benito Juárez, Veracruz Árbitros: M. Sosa M. Blanco O. Bermúdez |  |

| 20 de noviembre | Cuba                                                             | 98–40                | Jamaica                                                            |                                                                                         |  |
|                 | Parciales: 20 - 2, 20 - 16, 25 - 12, 33 - 10                     |                      |                                                                    |                                                                                         |  |
|                 | Estadísticas Yamara Amargo 21 Clenia Noblet 8 Ineidis Casanova 6 | Reporte Pts Reb Asts | Estadísticas Shenneika Smith 9 Shenneika Smith 8 4 empatadas con 1 | Pabellón: Auditorio Benito Juárez, Veracruz Árbitros: R. Fernández J. Joseph R. Vázquez |  |

| 20 de noviembre | República Dominicana                                           | 50–42                | Trinidad y Tobago                                         |                                                                                   |  |
|                 | Parciales: 9 - 9, 12 - 13, 18 - 9, 11 - 11                     |                      |                                                           |                                                                                   |  |
|                 | Estadísticas Jenniffer Estrella 13 Yamel Abréu 9 Yamel Abréu 4 | Reporte Pts Reb Asts | Estadísticas Afeisha Noel 16 Afeisha Noel 12 Rhea Codio 3 | Pabellón: Auditorio Benito Juárez, Veracruz Árbitros: N. Young H. Sánchez M. Sosa |  |

| 21 de noviembre | Jamaica                                                                          | 50–59                | Trinidad y Tobago                                                              |                                                                                      |  |
|                 | Parciales: 20 - 14, 4 - 10, 14 - 21, 12 - 14                                     |                      |                                                                                |                                                                                      |  |
|                 | Estadísticas S. Smith y S. Dixon 13 cada una Shenneika Smith 7 Shenneika Smith 3 | Reporte Pts Reb Asts | Estadísticas A. Noel y R. Codio 11 cada una Samantha Wallace 14 Jowan Ortega 5 | Pabellón: Auditorio Benito Juárez, Veracruz Árbitros: A. Vega O. Bermúdez H. Sánchez |  |

| 21 de noviembre | Cuba                                                          | 84–24                | República Dominicana                                                   |                                                                                  |  |
|                 | Parciales: 19 - 4, 26 - 2, 16 - 11, 23 - 7                    |                      |                                                                        |                                                                                  |  |
|                 | Estadísticas Clenia Noblet 17 Clenia Noblet 9 Clenia Noblet 6 | Reporte Pts Reb Asts | Estadísticas Andreína Paniagua 10 Andreína Paniagua 4 Sugeiry Monsac 2 | Pabellón: Auditorio Benito Juárez, Veracruz Árbitros: M. Blanco M. Sosa J. Anaya |  |

## Fase final

### Ronda de clasificación
|  | Eliminatoria del 5º al 8º | Eliminatoria del 5º al 8º |    |                 | Partido por el 5º lugar | Partido por el 5º lugar |  |
|  |                           |                           |    |                 |                         |                         |  |
|  | 22 de noviembre           |                           |    |                 |                         |                         |  |
|  | El Salvador               | 49                        |    |                 |                         |                         |  |
|  | Jamaica                   | 47                        |    |                 |                         |                         |  |
|  |                           |                           |    |                 |                         |                         |  |
|  |                           |                           |    |                 | 23 de noviembre         |                         |  |
|  |                           |                           |    |                 | El Salvador             | 61                      |  |
|  |                           | Trinidad y Tobago         | 70 |                 |                         |                         |  |
|  |                           |                           |    |                 |                         |                         |  |
|  |                           |                           |    |                 |                         |                         |  |
|  |                           |                           |    |                 | Partido por el 7º lugar |                         |  |
|  | 22 de noviembre           | 22 de noviembre           |    | 23 de noviembre | 23 de noviembre         |                         |  |
|  | Trinidad y Tobago         | 88                        |    | Jamaica         | 52                      |                         |  |
|  | Costa Rica                | 62                        |    |                 | Costa Rica              | 58                      |  |

#### Semifinales 5.°-8.°
| 22 de noviembre | El Salvador                                                     | 49–47                | Jamaica                                                                             |                                                                                       |  |
|                 | Parciales: 15 - 17, 14 - 8, 9 - 17, 11 - 5                      |                      |                                                                                     |                                                                                       |  |
|                 | Estadísticas Monica Calderón 17 Monica Escobar 8 Kenia Campos 7 | Reporte Pts Reb Asts | Estadísticas Tarita Gordon 20 Angelee Latouche 17 T. Gordon y S. Jackson 3 cada una | Pabellón: Auditorio Benito Juárez, Veracruz Árbitros: R. Ginarte N. Charles N. Cuello |  |

| 22 de noviembre | Trinidad y Tobago                                            | 88–62                | Costa Rica                                                          |                                                                                          |  |
|                 | Parciales: 26 - 19, 22 - 16, 24 - 15, 16 - 12                |                      |                                                                     |                                                                                          |  |
|                 | Estadísticas Patrice Edwards 30 Afeisha Noel 11 Rhea Codio 8 | Reporte Pts Reb Asts | Estadísticas Natalia Gálvez 21 Mariela Matamoros 8 Natalia Gálvez 4 | Pabellón: Auditorio Benito Juárez, Veracruz Árbitros: L. Castellón H. Sánchez R. Vázquez |  |

#### Partido 7.° puesto
| 23 de noviembre | Jamaica                                                                          | 52–58                | Costa Rica                                                                 |                                                                                    |  |
|                 | Parciales: 14 - 15, 9 - 14, 13 - 20, 16 - 9                                      |                      |                                                                            |                                                                                    |  |
|                 | Estadísticas Tarita Gordon 13 Ladonna Lamonth 9 S. Smith y S. Jackson 2 cada una | Reporte Pts Reb Asts | Estadísticas Mariela Matamoros 19 Mariela Matamoros 21 Mariela Matamoros 3 | Pabellón: Auditorio Benito Juárez, Veracruz Árbitros: J. Joseph N. Charles M. Sosa |  |

#### Partido 5.° puesto
| 23 de noviembre | El Salvador                                                       | 61–70                | Trinidad y Tobago                                                              |                                                                                       |  |
|                 | Parciales: 20 - 18, 18 - 13, 13 - 28, 10 - 11                     |                      |                                                                                |                                                                                       |  |
|                 | Estadísticas Monica Calderón 28 Rosario Palacios 6 Kenia Campos 6 | Reporte Pts Reb Asts | Estadísticas A. Noel y P. Edwards 17 cada una Samantha Wallace 13 Rhea Codio 6 | Pabellón: Auditorio Benito Juárez, Veracruz Árbitros: R. Ginarte R. Fernández A. Vega |  |

### Ronda eliminatoria
|  | Semifinales          | Semifinales     |    |                 | Final                | Final |  |
|  |                      |                 |    |                 |                      |       |  |
|  |                      |                 |    |                 |                      |       |  |
|  | 22 de noviembre      |                 |    |                 |                      |       |  |
|  | Cuba                 | 84              |    |                 |                      |       |  |
|  | México               | 61              |    |                 |                      |       |  |
|  |                      |                 |    |                 |                      |       |  |
|  |                      |                 |    |                 | 23 de noviembre      |       |  |
|  |                      |                 |    |                 | Cuba                 | 81    |  |
|  |                      | Puerto Rico     | 67 |                 |                      |       |  |
|  |                      |                 |    |                 |                      |       |  |
|  |                      |                 |    |                 |                      |       |  |
|  |                      |                 |    |                 | Tercer lugar         |       |  |
|  | 22 de noviembre      | 22 de noviembre |    | 23 de noviembre | 23 de noviembre      |       |  |
|  | Puerto Rico          | 73              |    | México          | 81                   |       |  |
|  | República Dominicana | 51              |    |                 | República Dominicana | 66    |  |

#### Semifinales
| 22 de noviembre | Cuba                                                             | 84–61                | México                                                                     |                                                                                 |  |
|                 | Parciales: 20 - 11, 24 - 14, 16 - 14, 24 - 22                    |                      |                                                                            |                                                                                 |  |
|                 | Estadísticas Yamara Amargo 16 Marlene Cepeda 14 Oyanaisy Gelis 7 | Reporte Pts Reb Asts | Estadísticas Jazmin Valenzuela 14 3 jugadoras empate con 4 Alexis Castro 4 | Pabellón: Auditorio Benito Juárez, Veracruz Árbitros: J. Anaya N. Young M. Sosa |  |

| 22 de noviembre | Puerto Rico                                                              | 73–51                | República Dominicana                                                 |                                                                                       |  |
|                 | Parciales: 12 - 13, 23 - 16, 22 - 11, 16 - 11                            |                      |                                                                      |                                                                                       |  |
|                 | Estadísticas Cynthia Valentin 18 Yahimilly Cabrera 9 Yahimilly Cabrera 7 | Reporte Pts Reb Asts | Estadísticas Jenniffer Estrella 9 Wanda Gómez 10 Andreína Paniagua 2 | Pabellón: Auditorio Benito Juárez, Veracruz Árbitros: R. Fernández J. Joseph M. Leigh |  |

#### Partido por la medalla de bronce
| 22 de noviembre | México                                                                  | 81–66                | República Dominicana                                               |                                                                                         |  |
|                 | Parciales: 27 - 11, 18 - 18, 16 - 21, 20 - 16                           |                      |                                                                    |                                                                                         |  |
|                 | Estadísticas Angela Rodríguez 21 Jazmin Valenzuela 9 Angela Rodríguez 7 | Reporte Pts Reb Asts | Estadísticas Andreína Paniagua 15 Sugeiry Monsac 6 Julady Zapata 4 | Pabellón: Auditorio Benito Juárez, Veracruz Árbitros: L. Castellón M. Blanco R. Vázquez |  |

#### Partido por la medalla de oro
| 22 de noviembre | Cuba                                                                            | 81–67                | Puerto Rico                                                                       |                                                                                      |  |
|                 | Parciales: 25 - 20, 14 - 11, 22 - 16, 20 - 20                                   |                      |                                                                                   |                                                                                      |  |
|                 | Estadísticas Clenia Noblet 20 Y. Amargo y C. Noblet 8 cada una Oyanaisy Gelis 7 | Reporte Pts Reb Asts | Estadísticas C. Valentin y C. Cortijo 21 cada una Yolanda Jones 9 Carla Cortijo 6 | Pabellón: Auditorio Benito Juárez, Veracruz Árbitros: H. Sánchez N. Young R. Aracena |  |

## Clasificación general
| Pos               | Equipo               |
| ----------------- | -------------------- |
| Medalla de oro    | Cuba                 |
| Medalla de plata  | Puerto Rico          |
| Medalla de bronce | México               |
| 4                 | República Dominicana |
| 5                 | Trinidad y Tobago    |
| 6                 | El Salvador          |
| 7                 | Costa Rica           |
| 8                 | Jamaica              |

## Estadísticas individuales
| Categoría   | Jugador           | Equipo      | Partidos | Total | Promedio |
| ----------- | ----------------- | ----------- | -------- | ----- | -------- |
| Puntos      | Jazmin Valenzuela | México      | 5        | 94    | 18.8     |
| Rebotes     | Mariela Matamoros | Costa Rica  | 5        | 63    | 12.6     |
| Asistencias | Yahimily Cabrera  | Puerto Rico | 5        | 31    | 6.2      |
| Robos       | Bianca Torre      | México      | 5        | 15    | 3.8      |
| Tapones     | Mariela Matamoros | Costa Rica  | 5        | 12    | 2.4      |